# FUBAR (TV-serie)
FUBAR (förkortning för uttrycket Fucked Up Beyond All Repair/Recognition) är en amerikansk actionthrillerserie från 2023 som hade premiär på strömningstjänsten Netflix den 25 maj 2023. Första säsongen består av åtta avsnitt. Serien är skapad av Nick Santora som också skrivit manus. För regin har Phil Abraham svarat. I huvudrollen syns Arnold Schwarzenegger.

## Handling
Serien kretsar kring CIA-agenten Luke (Schwarzenegger) som är nära sin pension och som tänkt avsluta sin karriär när han upptäcker en skakande familjehemlighet, vilket får honom ta ett sista uppdrag.

## Roller i urval
- Arnold Schwarzenegger – Luke
- Monica Barbaro – Emma
- Jay Baruchel – Carter
- Aparna Brielle – Tina
- Andy Buckley – Donnie
- Fabiana Udenio – Tally
- Travis Van Winkle – Aldon
- Devon Bostick – Oscar
- Scott Thompson – Dr. Louis Pfeffer
- Dustin Milligan
- Tom Arnold